# Inmigración italiana en Sudáfrica
En Sudáfrica reside una importante comunidad de italianos y descendientes de italianos, quienes a su vez, forman parte de la gran comunidad de europeos asentados en el país africano, los cuales constituyen la mayor comunidad de ciudadanos de origen blanco-europeo en el continente. 
La mayoría de los italianos que emigraron a Sudáfrica lo hicieron hacia fines del siglo XIX y principios del siglo XX.

## Historia
Además de algunos misioneros católicos, la emigración italiana hacia Sudáfrica fue muy limitada hasta finales del siglo XIX. Algunos comerciantes italianos (como Theresa Viglione) estuvieron presentes en pequeños números junto a los bóeres, cuando hicieron su viaje hacia Transvaal y Natal, pero solo a principios del siglo XX los italianos constituyeron una pequeña comunidad de unos pocos miles de personas (alrededor de 5000), concentrados en las principales ciudades de la Unión Sudafricana.
En 1900 había 200 italianos en la colonia del Cabo y antes de 1910 alrededor de 1200 en el Transvaal (enormemente reducido después del apoyo proporcionado por la Legión Voluntaria Italiana de Camillo Ricchiardi a los insurgentes bóeres). Muchos eran mineros (mineros de oro), comerciantes y constructores. Pero ya en 1915 había casi 4000 italianos en toda Sudáfrica, y entre ellos muchos eran profesionales (especialmente ingenieros, médicos y abogados).